# Porfiroblasto

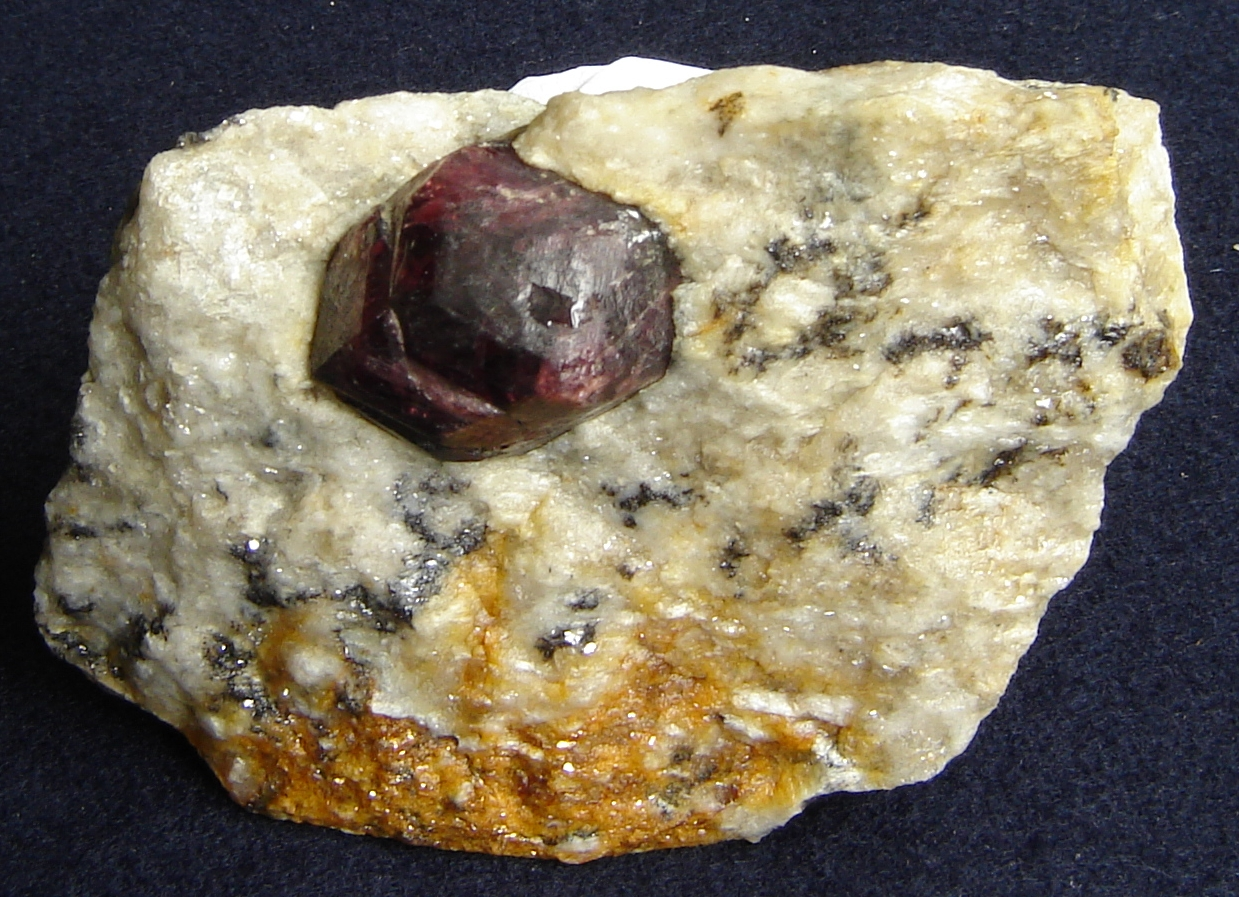
Un granate almandino cristalizado como un porfidoblasto en un gneis cuarcítico. El granate mide 3 cm. Procedencia: Paraíba, Brasil.

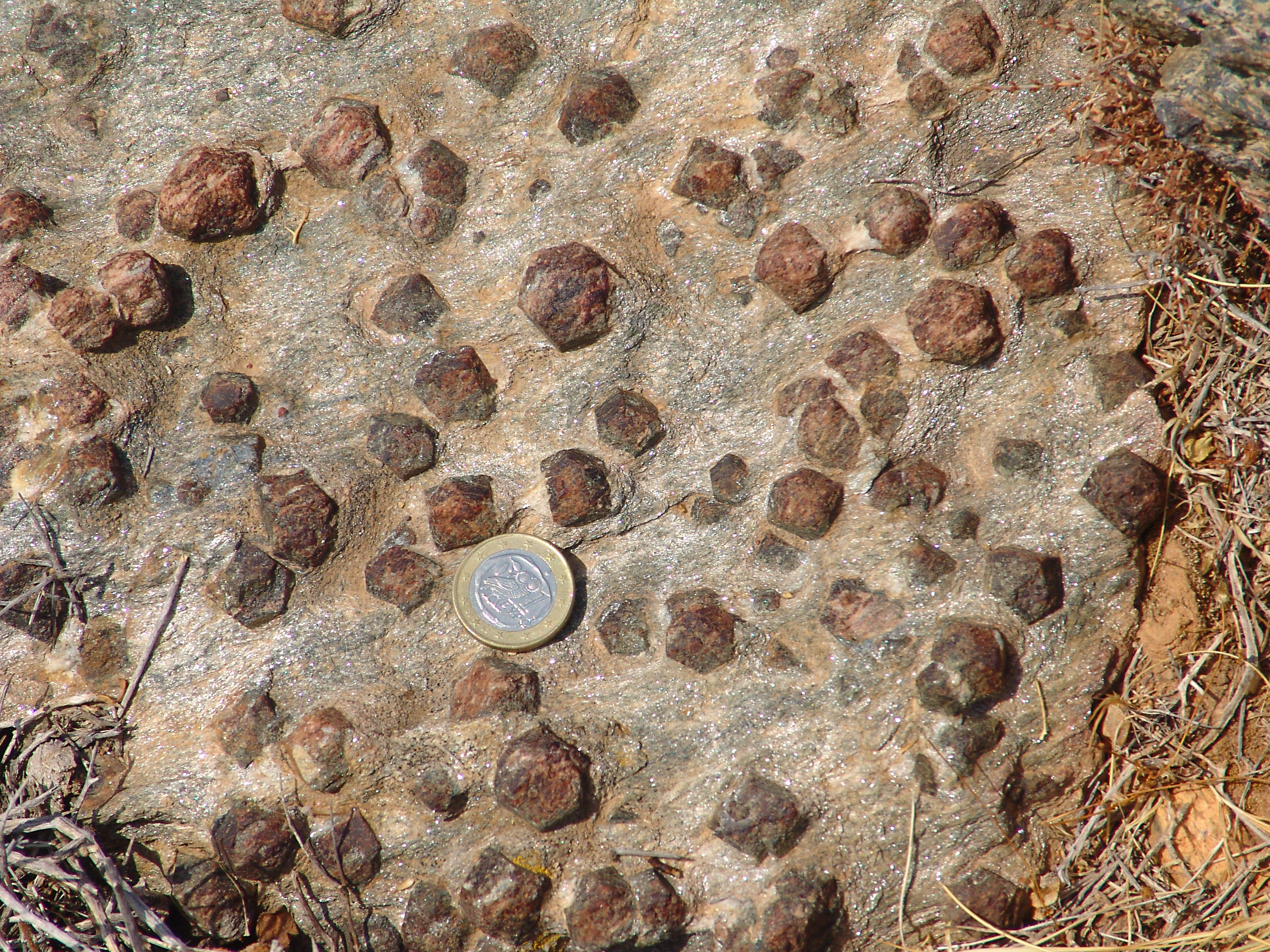
Porfiroblastos de granate (color oscuro) cristalizados sobre una matriz de mica. Procedencia: Siros, Grecia.

Un porfidoblasto es un cristal mineral de gran tamaño relativo desarrollado sobre una matriz de roca metamórfica de grano fino. Generalmente son cristales euhédricos, pero también pueden ser de forma parcial o totalmente irregular.
Los porfidoblastos más comunes que aparecen en las rocas metamórficas (lutitas y limonitas) son los granates y las estaurolitas, sobresaliendo de la matriz formada por la mica en rocas foliadas como los esquistos.
Un tipo similar son los fenocristales, unos cristales grandes formados en rocas ígneas. Los porfidoblastos a menudo son confundidos con los porfiroclastos, que también pueden ser cristales excepcionalmente grandes, pero que son más antiguos que la matriz de roca que los contiene.
Si un mineral porfidoblástico tiene pequeñas inclusiones de otros minerales en su interior, se define como un poiquiloblasto. Su estudio puede ayudar a interpretar la historia de su formación.
Una roca con muchos porfidoblastos se dice que presenta una textura porfidoblástica.
En el crecimiento de los porfidoblastos, la orientación de la foliación de la matriz puede preservarse en las inclusiones atrapadas en los cristales, dirigiendo sus planos de formación.
En rocas que han experimentado procesos metamórficos de deformación, los porfidoblastos pueden haber surgido antes, durante, o después de la fase de la deformación sufrida por los minerales de la matriz. La relación entre el crecimiento de los porfidoblastos y su deformación, normalmente se analiza comparando la orientación de las trazas de las inclusiones minerales en los porfiroblastos con la orientación del material de la matriz. 
Algunos granates porfidoblásticos contienen distintas trazas de inclusiones de cuarzo y de otros minerales. La cuestión de si los porfidoblastos (y los granates en particular) rotan durante las deformaciones debidas a procesos metamórficos ha sido durante mucho tiempo tema de debate. La mayor parte de los investigadores están convencidos de que los porfidoblastos pueden rotar durante los procesos de deformación. Mientras están creciendo, conservan la dirección de la foliación en su estructura, lo que permite estudiar la modificación de los planos de deformación.[cita requerida]